# Alvaredos
Alvaredos ist ein Ort und eine ehemalige Gemeinde (Freguesia) im portugiesischen Kreis Vinhais. Die Gemeinde hatte 62 Einwohner (Stand 30. Juni 2011).
Am 29. September 2013 wurden die Gemeinden Alvaredos und Sobreiró de Baixo zur neuen Gemeinde União das Freguesias de Sobreiró de Baixo e Alvaredos zusammengeschlossen.